# Achromobacter insolitus
Achromobacter insolitus es una especie de bacteria gramnegativa del género Achromobacter. Fue descrita en el año 2003. Su etimología hace referencia a insólito. Es aerobia y móvil. Tiene un tamaño de 1-2 μm de largo. Crece en forma individual, en parejas o cadenas cortas. Forma colonias convexas, con márgenes lisos y de color blanco-marrón claro. Catalasa y oxidasa positivas. Tiene un genoma de 6,49 Mpb y un contenido de G+C de 64,9-65,5%. Se ha aislado de heridas, orina, ambientes hospitalarios y de suelos.